# Родино (Родинський район)
Ро́дино (рос. Родино) — село, центр Родинського району Алтайського краю, Росія. Адміністративний центр та єдиний населений пункт Родинської сільської ради.

## Населення
Населення — 8597 осіб (2010; 9612 у 2002).
Національний склад (станом на 2002 рік):
- росіяни — 74 %